# HRT – HTV 3
Treći program Hrvatske televizije (HRT – HTV 3) televizijski je program Hrvatske radiotelevizije koji je počeo s emitiranjem 15. rujna 2012.
Program je obrazovnog karaktera i sastoji se uglavnom od dokumentaraca, filmova i serija. Program se emitira u MUX M1 na području Hrvatske, te putem satelita Eutelsat 16A na frekvenciji 11637 GHz V 30000.
Urednica HTV 3 je Vlatka Kolarović.

## Program

### Serije
- Sherlock
- Kojak
- Ubojstva u Midsomeru
- Perry Mason
- Borgen-sjedište moći
- Elitni odred

### Dokumentarci
- Nije tovar beštija
- Gorski kotar-4 godišnja doba
- Kroz tvoje oči

### Emisije
- Juhuhu - svaki dan od 6:30 do 13:00
- Kulturna baština
- Art a la carte
- Na rubu znanosti
- Vijesti iz kulture
- Vrijeme je za jazz
- Knjiga ili život
- Bilješke o jeziku
- Treći element
- Izvan formata
- Svijet klasike
- Garaža
- Peti dan
- Posebni dodaci
- Šahovski komentar
- Reprize emisija s HTV 1 i HTV 2
- Ljetna arhiva
- Arhivski sadržaji

## Vanjske poveznice
- Službene stranice Hrvatske radiotelevizije